# Baltoplana
Baltoplana är ett släkte av plattmaskar. Baltoplana ingår i familjen Karkinorhynchidae.
Släktet innehåller bara arten Baltoplana magna.